# 歐陽生
歐陽生（？—？），字和伯，千乘郡（今东营市广饶县）人，西汉经学家，《尚书欧阳》学派创始人。
早年跟伏生學習《尚書》，世代相傳，包括自己的曾孫歐陽高，再傳玄孫歐陽地餘、六世孫歐陽政、七世孫歐陽賓，至八世孫歐陽歙，史称“欧阳八博士”，又稱“歐陽尚書學派”。有子歐陽世。

## 影響
開創對《尚書》中九族「父族四，母族三、妻族二」的著解。

## 延伸阅读
[在维基数据编辑]
 《漢書·卷088》，出自班固《漢書》